# Lemon City
Lemon City – dzielnica miasta Miami, na Florydzie w Stanach Zjednoczonych. Obejmuje środkowo-wschodnią część Little Haiti.

## Geografia
Leży na współrzędnych geograficznych 25°49′48″N 80°11′35″W/25,830000 -80,193000, na wysokości 4 m n.p.m.